# Kawasaki KR500
La Kawasaki KR500 es una motocicleta de dos tiempos específicamente desarrollada por Kawasaki para competir en el Campeonato del Mundo de 500cc. 
La KR500 funcionaba con un motor de dos tiempos de 494 cc y utilizaba un chasis monocasco de aluminio, similar al de la Honda NR500 de 1979, con el objetivo de mejorar la aerodinámica con un área frontal pequeña, mejorar la rigidez del chasis y reducir el peso.

## Historia
La motocicleta se debutó en el campeonato mundial de 1980 pilotada por Kork Ballington en el Gran Premio de las Naciones celebrado en el Circuito de Misano. No pudo terminar la carrera, aun así disputó y terminó en los siguientes cinco grandes premios en los que compitió, siendo su mejor resultado el quinto puesto en el Gran Premio de Finlandia. Al final de la temporada, el piloto sudafricano terminó 12.º en la clasificación.
Para el campeonato mundial de 1981, la KR500 presentó un chasis más rígido y liviano junto con un cárter de magnesio y una suspensión delantera anti-inmersión. La temporada vio a la KR500 obtener sus primeros podios en el campeonato mundial, de la mano de Kork Ballington obtuvo dos terceros lugares en el Gran Premio de los Países Bajos, donde además logró la vuelta rápida en carrera y en el Gran Premio de Finlandia. Balligton fue acompañado en los Países Bajos por el australiano Gregg Hansford, que a diferencia de Ballington que si subió podio, terminó decimocuarto fuera de la zona de puntos. Ballington terminó la temporada en la octava posición en el campeonato de pilotos y Kawasaki finalizó en la tercera posición en el campeonato de constructores.
El cambio principal antes de la temporada de 1982 fue cambiar de las suspensiones Kayaba a las suspensiones Showa. Ballington entró regularmente en el top 10 pero lejos de las posiciónes de podio, su mejor resultado durante la temporada fue el sexto lugar conseguido en los grandes premios de las Naciones y de Suecia. La KR500 tuvo más éxito compitiendo en el campeonato nacional británico ACU 500cc de 1982, donde Ballington ganó seis carreras consecutivas en su camino al título con Kawasaki.
Después de tres años de desarrollo, Kawasaki no había logrado cerrar la brecha tecnológica con sus rivales japoneses Honda y Yamaha. El modelo de 1982 era potente pero demasiado pesado comparado con sus contrapartes. Al final de la temporada, Kawasaki se retiró del Campeonato del Mundo de Motociclismo debido a la falta de resultados.

## Resultados

### Campeonato del Mundo de Motociclismo
(Clave) (negrita indica pole position) (cursiva indica vuelta rápida)

| Año  | Equipo                  | N.º   | Piloto          | 1   | 2   | 3   | 4   | 5   | 6   | 7   | 8   | 9   | 10  | 11  | 12  | Puntos | CP   | Puntos | CC  |
| ---- | ----------------------- | ----- | --------------- | --- | --- | --- | --- | --- | --- | --- | --- | --- | --- | --- | --- | ------ | ---- | ------ | --- |
| 1980 | Team Kawasaki           |       |                 | NAT | ESP | FRA | NED | BEL | FIN | GBR | GER |     |     |     |     |        |      |        |     |
| 1980 | Team Kawasaki           |       | Kork Ballington | Ret | 13  | 8   |     |     | 5   | 7   | 11  |     |     |     |     | 13     | 12.º | 13     | 3.º |
| 1981 | Team Kawasaki           |       |                 | AUT | GER | NAT | FRA | YUG | NED | BEL | SMR | GBR | FIN | SWE |     |        |      |        |     |
| 1981 | Team Kawasaki           | 12 14 | Kork Ballington | 6   | Ret | Ret | 7   | DNS | 3   | 19  | 5   | Ret | 3   | 4   |     | 43     | 8.º  | 43     | 3.º |
| 1981 | Team Kawasaki Australia |       | Gregg Hansford  |     |     |     |     |     | 14  |     |     |     |     |     |     | 0      | NC   | 43     | 3.º |
| 1982 | Team Kawasaki           |       |                 | ARG | AUT | FRA | ESP | NAT | NED | BEL | YUG | GBR | SWE | SMR | GER |        |      |        |     |
| 1982 | Team Kawasaki           | 7     | Kork Ballington | 8   | Ret |     | 9   | 6   | 7   | 8   | 10  | 7   | 6   | 7   | Ret | 31     | 9.º  | 32     | 4.º |